# Alter Kornmarkt

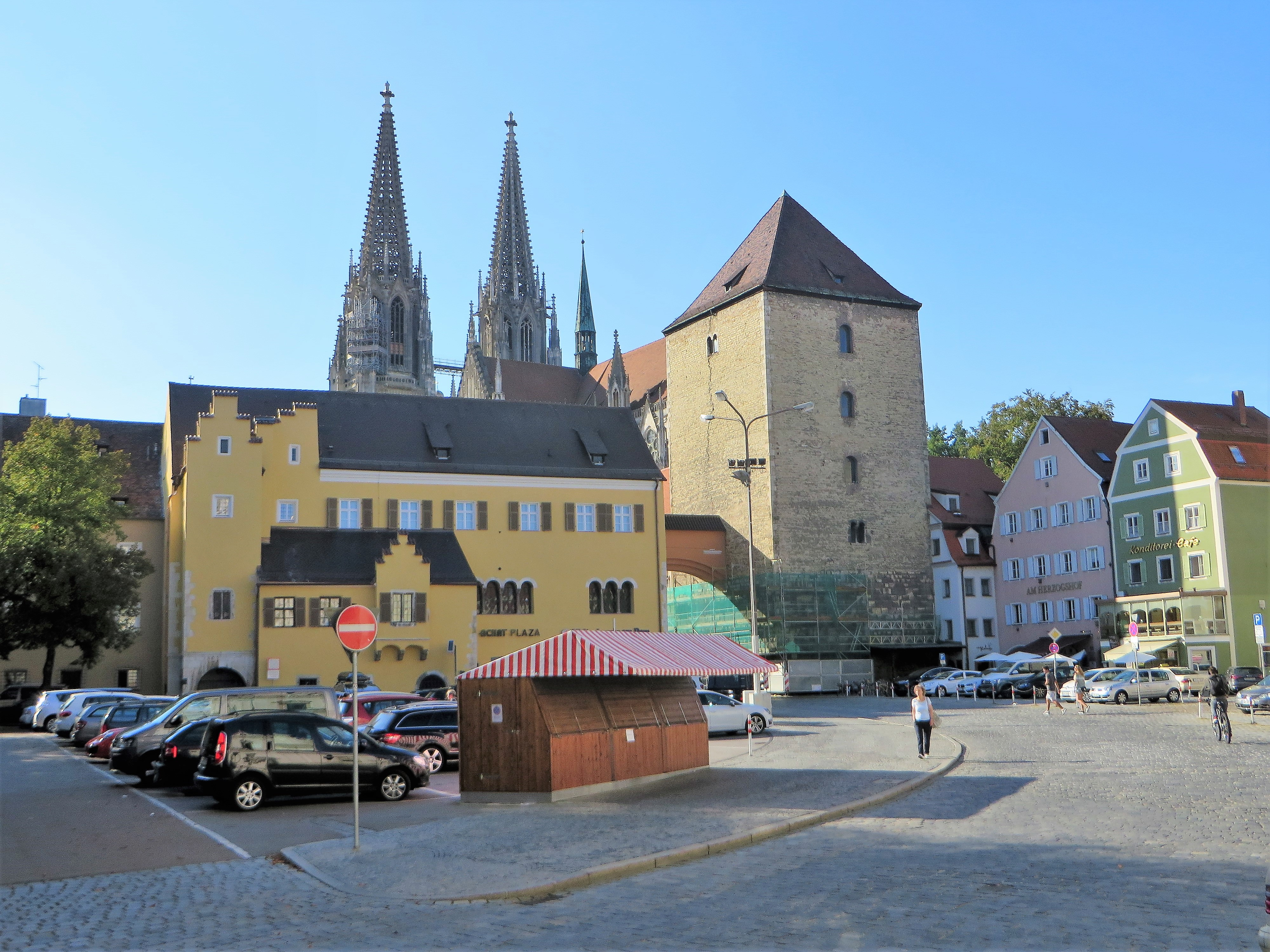
La place avec la tour romaine.

L'Alter Kornmarkt (vieux marché au blé) est une place de Ratisbonne en Bavière ; elle est presque carrée avec une longueur d'environ 80 mètres et se trouve dans la zone nord-est de la vieille ville. La forme de base de la place remonte à un fort intérieur carré qui a été construit dans la zone nord-est d'un ancien grand camp romain, Castra Regina, avec une longueur latérale d'environ 450 mètres, détruit par le feu en 357. Au Kornmarkt, se trouve le palais ducal, ancienne résidence des ducs de Bavière, construit bien avant l'hôtel de ville. La place ne fait pas encore partie de la zone de circulation piétonnière du centre-ville, elle est traversante et possède un parking.  L'église saint-Joseph des Carmélites se dresse à l'est de la place.